# Großsteingrab Bagsværd
Das Großsteingrab Bagsværd war eine megalithische Grabanlage der jungsteinzeitlichen Nordgruppe der Trichterbecherkultur im Kirchspiel Gladsaxe in der dänischen Kommune Gladsaxe. Es wurde im 19. Jahrhundert zerstört.

## Lage
Das Grab lag in Bagsværd im Zwickel zwischen den heutigen Straßen Sæbjørnsvej und Hanehøj.

## Forschungsgeschichte
Um 1837 wurden Funde aus dem Grab geborgen. Im Jahr 1899 führten Mitarbeiter des Dänischen Nationalmuseums eine Dokumentation der Fundstelle durch. Zu dieser Zeit waren keine baulichen Überreste mehr auszumachen.

## Beschreibung

### Architektur
Die Anlage besaß eine Hügelschüttung unbekannter Form und Größe. Über eine mögliche steinerne Umfassung ist nichts bekannt. Der Hügel enthielt eine Grabkammer, über deren Maße, Orientierung und Typ keine Informationen vorliegen.

### Funde

#### Bestattungen
In der Kammer wurden unverbrannte Skelettreste gefunden.

#### Beigaben
Die Kammer enthielt mehrere Beigaben. Hierzu gehörten ein geschliffener Meißel, ein Feuerstein-Dolch und ein Bruchstück eines weiteren Dolchs, zwei Feuerstein-Beile und Keramikscherben. Die Funde wurden dem Dänischen Nationalmuseum übergeben.